# Moritz Sommerauer
Moritz Sommerauer (* 27. August 1992 in Eggelsberg als Moritz Moser) ist ein österreichischer Fußballspieler.

## Karriere
Sommerauer wurde im oberösterreichischen Eggelsberg geboren und begann im Jahre 1998 beim heimischen USV mit dem Fußballspielen. Dort spielte er bis 2006 und trainierte dazu im Landesverbands-Ausbildungszentrum. Dann wechselte er an die Fußballakademie OÖ West der SV Ried, wo er die weitere Jugend ab der U-15 durchlief. Danach wechselte er in die Amateurmannschaft der Innkreisler in der OÖ-Liga, machte aber auch schon ein Trainingslager der Kampfmannschaft mit.
In Deutschland machte er erstmals 2009 auf sich aufmerksam, als er beim von Franck Ribéry von Bayern München betreuten Dribbling-Wettbewerb Le Duel das Finale in München erreichte und dort Platz 2 belegte. Zwei Jahre später bot dann der deutsche Drittligist Wacker Burghausen Sommerauer einen Vertrag an. Dort spielte der Außenverteidiger zuerst in der zweiten Mannschaft in der Landesliga, die um die Qualifikation für die neue zweigleisige Bayernliga spielte. Mit dem Team errang er Ende 2011 die Herbstmeisterschaft. Am letzten Hinrundenspieltag stand der Linksverteidiger erstmals auch im Aufgebot der Profimannschaft. Am ersten Spieltag der Rückrunde kam er zu seinem ersten Drittligaeinsatz, als er am 21. Jänner 2012 in der Partie gegen den SV Babelsberg 03 beim Stand von 2:0 in den Schlussminuten eingewechselt wurde. Im September 2012 wurde sein Vertrag um weitere vier Jahre bis 2016 verlängert; der Vertrag galt sowohl für die 3. Liga als auch für die 2. Bundesliga. Nach der Saison 2016/17 verließ er Wacker Burghausen und unterschrieb im September 2017 einen Vertrag bei der TSV Buchbach.
Zur Saison 2019/20 wechselte er zum Ligakonkurrenten TSV 1860 Rosenheim. In zwei Jahren in Rosenheim kam er zu 25 Regionalligaeinsätzen. Nach der Saison 2020/21 verließ er den Verein. Zur Saison 2021/22 kehrte er nach Burghausen zurück. Nach 94 weiteren Regionalligaeinsätzen für Burghausen verließ er den Verein nach der Saison 2024/25.

## Persönliches
Nach seiner Hochzeit im Herbst 2022 nahm der gebürtige Moser den Namen Sommerauer an.